# Paromalus concentricus
Paromalus concentricus är en skalbaggsart som beskrevs av Sylvain Auguste de Marseul 1870. Paromalus concentricus ingår i släktet Paromalus och familjen stumpbaggar. Inga underarter finns listade i Catalogue of Life.